# Гигантска тигрова скарида
Гигантските тигрови скариди (Penaeus monodon) са вид висши ракообразни от семейство Бели скариди (Penaeidae).
Таксонът е описан за пръв път от Йохан Христиан Фабриций през 1798 година.

## Подвидове
- Penaeus monodon manillensis